# Donacia versicolorea
Donacia versicolorea là một loài bọ cánh cứng trong họ Chrysomelidae. Loài này được Brahms miêu tả khoa học năm 1790.

## Hình ảnh

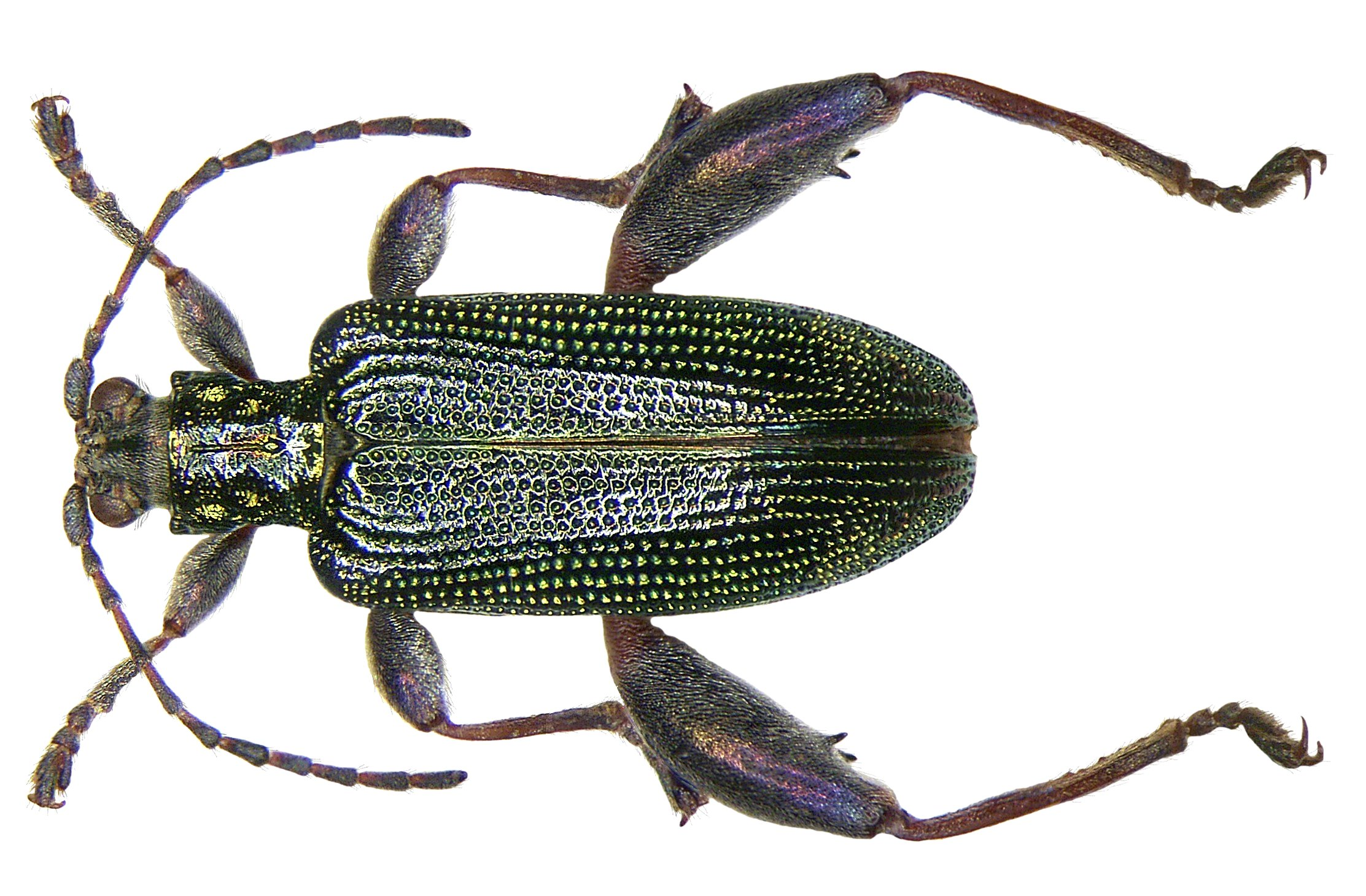
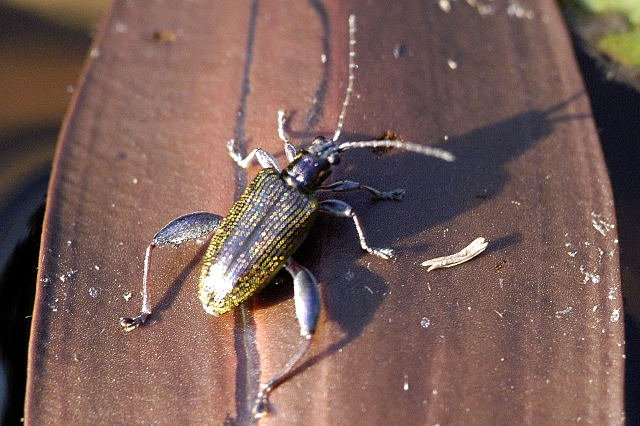